# Kazan (cesarz)
Cesarz Kazan (jap. 花山天皇 Kazan tennō; ur. 29 listopada 968, zm. 17 marca 1008) – 65. cesarz Japonii, według tradycyjnego porządku dziedziczenia.
Kazan panował od 5 listopada 984 do 31 lipca 986.
Mauzoleum cesarza Kazan znajduje się w Kioto. Nazywa się Kamiya-gawa-no hotori-no misasagi.